# Van der Fosse

Van der Fosse is een Vlaams geslacht waarvan leden sinds 1816 tot de Nederlandse adel behoren en dat in 1879 uitstierf.

## Geschiedenis
De stamreeks begint met Mailliard van der Fosse die in 1667 in Godewaersvelde overleed. Een nazaat, Alexandre François Ghislain van der Fosse (1769-1840), werd bij KB van 14 april 1816 benoemd in de ridderschap van West-Vlaanderen met de titel van burggraaf (bij eerstgeboorte). Bij KB van 28 juni 1817 werd zijn broer Hyacinthe van der Fosse (1770-1834) benoemd in de ridderschap van Zuid-Brabant. Met een dochter van de eerste stierf het adellijke geslacht in 1879 uit.

## Enkele telgen
Mr. Jean Baptiste Nicolas van der Fosse, heer van Vossepoort en Avekapelhove (1736-1797), pensionaris van Mechelen
- Geneviève van der Fosse (1767-1841), die trouwde met Joseph de Snellinck de Betekom, lid van de Tweede Kamer.
- Alexandre François Ghislain burggraaf van der Fosse (1769-1840), provinciegouverneur van Antwerpen
  - Jkvr. Léocadie Félicité Marie Isabelle van der Fosse (1801-1879), laatste telg van het geslacht; trouwde in 1828 met Karel Hyacynthe Willem Jan baron van Oldeneel tot Oldenzeel (1803-1864), lid ridderschap en provinciale staten van Noord-Brabant, lid van de familie Van Oldenneel
- Hyacinthe Charles Guillaume Ghislain van der Fosse (1770-1834), provinciegouverneur